# ねむいいぬ
「ねむいいぬ」は、NHKの音楽番組『みんなのうた』で、2014年2月 - 3月に放送された楽曲。作詞：すずきかなこ、作曲：坂田おさむ、編曲：池毅、歌：坂田おさむ。

## 概要
NHK『おかあさんといっしょ』の第7代目の歌のお兄さん・坂田おさむが、NHKの音楽番組『みんなのうた』に出演するのは、2002年6月から7月にかけて放送された「ママの結婚」以来、約11年8か月ぶり2回目となった。
『みんなのうた』の放送で使用されたアニメーションの映像は、番組初参加のアダチマサヒコが制作した。